# حسن‌لبگان
حسن‌لبگان (نام علمی: Styracaceae) نام یک تیره از راسته خلنگ‌سانان است.